# Merikaré-piramis
A Merikaré-piramis ókori egyiptomi piramis, amely egyelőre azonosítatlan, de több halotti sztélén említik, és valószínűleg Szakarában található. A piramis feltehetően egy hérakleopoliszi helyi uralkodó, Merikaré temetkezési helye, az első átmeneti korhoz tartozó X. dinasztia uralkodásának végéről (i. e. 2040 körül). Az észak-szakkarai Fejetlen piramissal kapcsolatban időnként felmerül, hogy ez lehet Merikaré piramisa, bár valószínűbb, hogy ez Menkauhór temetkezési helye.

## Említései
Merikaré fel nem fedezett vagy nem azonosított piramisa az egyetlen uralkodósír a hérakleopoliszi dinasztiák (IX. és X.) korából. A piramisnak kilenc említése ismert, ebből nyolc Szakkara északi részéről, a kilencedik pedig ismeretlen helyről. A feliratok alapján a piramis neve Uadzs-szut Merikaré volt, azaz „Merikaré lakhelyei virágzóak” vagy „Merikaré friss helyei”. Minden felirat papok sírjából került elő; a papok közül legalább négyről tudni, hogy Merikaré, illetve egy korábbi, VI. dinasztiabeli király, Teti halotti kultuszában voltak aktívak. A papok a XII. dinasztia (i. e. 1991–1802) korának elején éltek, ami bizonyítja, hogy a két uralkodó halotti kultusza a középbirodalom korára is fennmaradt, illetve azt is, hogy Merikaré piramisa Szakkarában lehetett, a Teti-piramis közelében.

## Azonosítása

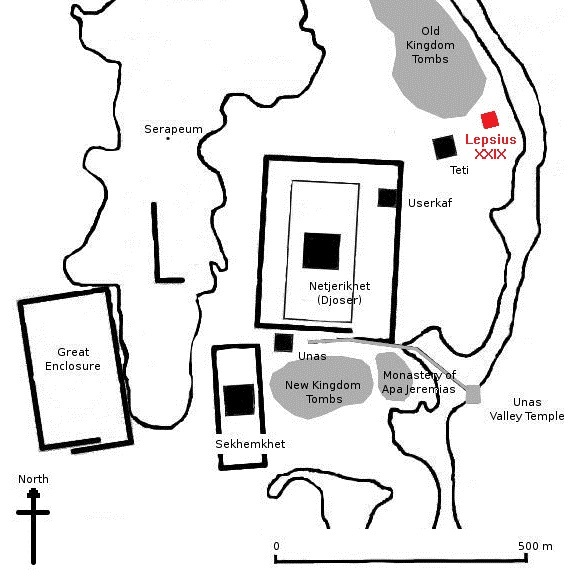
Szakkara térképe: pirossal a Fejetlen piramis (Lepsius XXIX), melyet eleinte Merikaréénak tartottak, de lehet Menkauhóré is

Cecil Mallaby Firth a XII. dinasztia kori papok sztéléi alapján 1926-ban úgy vélte, megtalálta Merikaré piramisát, Teti piramiskomplexumának délkeleti sarkában. Erről azonban később kiderült, hogy Teti piramiskomplexumának kis kultikus piramisa.
A 20. század második felében egy elmélet a Lepsius által XXIX. számmal jelölt piramist azonosította Merikaré piramisával. A Szakkara északi részén található, fejetlen piramisként ismert piramisról azonban több tudós is úgy tartja, nem Merikaréé; Jocelyne Berlandini 1979-ben felvetette, hogy az V. dinasztiához tartozó Menkauhóré lehet, aki dinasztiája egyetlen olyan uralkodója, akinek piramisát még nem azonosították. Berlandini elméletét a piramis építésekor alkalmazott technikákra alapozta, valamint arra, hogy Menkauhór halotti kultuszának papjait nagy számban temették el Szakkara északi részén.
1994-ben Jaromir Malek egy tanulmányában ismét csak amellett érvelt, hogy a Fejetlen piramis Merikaré sírja lehet; többek közt rámutatott, hogy az V. dinasztia idején történt temetkezésekre nincs bizonyíték a Fejetlen piramis közvetlen közelében.
2008-ban újabb ásatások zajlottak a Fejetlen piramisnál Zahi Hawass irányítása alatt. Ezek megerősítették Berlandini feltételezését, és az V. dinasztia idejére datálták a piramist, az épület szerkezetének felmérése, valamint az alkalmazott építőanyagok alapján, melyek erre a korszakra voltak jellemzőek. Bár a piramisban nem találtak feliratot, amely megnevezte volna tulajdonosát, Hawass Menkauhórnak tulajdonította az építményt, annak alapján, hogy dinasztiájából már csak egyedül neki nem volt eddig azonosítva a piramisa. Amennyiben Berlandini és Hawass nem téved, úgy Merikaré piramisa mindmáig felfedezetlen valahol Szakkara homokja alatt.

## Lásd még
- Egyiptomi piramisok listája

## Fordítás
- Ez a szócikk részben vagy egészben  a   Pyramid of Merikare című angol Wikipédia-szócikk ezen változatának fordításán alapul.  Az eredeti cikk szerkesztőit annak laptörténete sorolja fel. Ez a jelzés csupán a megfogalmazás eredetét és a szerzői jogokat jelzi, nem szolgál a cikkben szereplő információk forrásmegjelöléseként.